# Belaja Choluniza
Belaja Choluniza (russisch Бе́лая Холуни́ца) ist eine Stadt in der Oblast Kirow (Russland) mit 11.232 Einwohnern (Stand 14. Oktober 2010).

## Geografie
Die Stadt liegt etwa 75 km nordöstlich der Oblasthauptstadt Kirow an der Belaja Choluniza, einem linken Nebenfluss der Wjatka. Der Ort liegt auf einer Höhe von 135 bis 160 m.
Belaja Choluniza ist Verwaltungszentrum des gleichnamigen  Rajons.

## Geschichte
Der Ort entstand mit der Errichtung des Eisenwerkes Nowotroizki Cholunizki Sawod 1764 zunächst als Cholunizki, später Belocholunizki, und erhielt 1965 unter dem heutigen Namen Stadtrecht.

### Bevölkerungsentwicklung
| Jahr | Einwohner |
| ---- | --------- |
| 1939 | 6.787     |
| 1959 | 10.407    |
| 1970 | 12.275    |
| 1979 | 13.021    |
| 1989 | 13.367    |
| 2002 | 11.975    |
| 2010 | 11.232    |

Anmerkung: Volkszählungsdaten